# 丈單
丈單，中國明清的土地文件名稱。該文件實施實行期間為土地墾熟後，墾戶製作予承租佃戶的清丈土地面積文件，該文件最重要目的在訂定承租佃戶所應繳交的租穀數。
該文件常見於漢人移民地區，如台灣之清治時期。除此，該丈單常由官府代派，如1888年劉銘傳所進行之清賦新政。除此，雖清丈事業進行時，丈單發給對象，清律明定為小佃戶，但實際執行時，丈單卻常由官方派發直接給予墾戶並成為墾戶稅賦證明，也因為此丈單功能轉變，常引起官民糾紛。如：施九緞民變。